# Dasyatidae
Familia Dasiatide (Dasyatidae), în clasificările mai vechi numită trigonide (Trygonidae), este o familie de pești cartilaginoși din mările temperate și sudice, din ordinul Myliobatiformes,  care poartă pe înotătoare dorsală unul sau doi spini zimțuiți, prevăzuți cu un canal longitudinal, în care se găsesc glande veninoase.

## Habitat
Dasiatidele sunt pești răspândiți în mări (pe platourile continentale și insulare și pantele superioare, o singură specie oceanică), apele salmastre și dulci din regiunile tropicale și temperate calde ale oceanului Atlantic (inclusiv în Marea Mediterană, Marea Neagră și Marea Azov), Indian, și Pacific.

## Descriere
Corpul de talie mijlocie și mare al acestor pești este golaș, turtit și lățit ca și corpul raidelor. Nările comunică cu gura prin câte un șanț. Înotătoarea codală lipsește. Înotătoarele pectorale sunt unite în tot lungul lor cu trunchiul și cu capul și se unesc una cu alta înaintea rostrului. 
Coada lor este foarte alungită și subțiată în formă de bici. Coada este lipsită de regulă de înotătoare codală și poartă cam pe la mijlocul său o înotătoare dorsală, urmată de obicei de unul sau doi solzi placoizi transformați în spini, ce sunt înlocuiți pe măsură ce sunt uzați. Acești spini au pe suprafața lor zimți mărunți îndreptați cu vârful spre baza spinului și un canal longitudinal, în care se găsesc glande, care secretă o substanță veninoasă. Spinul este o armă de atac și de apărare și prin înțepătură introduce în rană venin, care cauzează dureri mari și moartea chiar și la om. 
Femela trigonidelor este vivipară ; vilozitățile oviductului său secretă un lichid nutritiv, care este absorbit de embrion prin gură sau prin spiracule. 
Trigonidele au lăsat fosile începând din eocen și sunt înrudite cu rinobatidele.

## Specii
Familia Dasiatide cuprinde 6 genuri cu cel puțin 68 specii.
1. Dasyatis (sinonime Trygon and Urolophoides, cu cel puțin 38 specii)
2. Himantura (cu cel puțin 23 specii)
3. Pastinachus (sinonim Hypolophus , 1 specie)
4. Pteroplatytrygon (1 specie)
5. Taeniura (3 specii)
6. Urogymnus (2 specii)

O singură specie pisica de mare (Dasyatis pastinaca) trăiește pe litoralul românesc al Mării Negre.